# Jean Sebastiani
Jean Sebastiani, francoski general, * 1786, † 1871.
1. ↑  podatkovna baza Léonore — ministère de la Culture.